# Скровна
Скровна (алб. Skromë) је насеље у општини Вучитрн на Косову и Метохији. Према попису становништва на Косову 2011. године, село је имало 114 становника.

## Географија
Село је на падини Копаоника, између Гумнишке и Слаковачке реке, на јужној страни брда Глога, на надморској висини 860-900 м. Збијеног је типа, и једино му се три куће налазе издвојене према југоистоку. Дели се на три махале чији су називи према родовима који у њима живе. Скровна је планинско брдовито село, разбијеног типа са листопадном шумом, ливадама и пашњацима, те је погодно за сточарство. Ораница мало има, на којима успевају све житарице, кромпир и воће. Смештено је на падини огранака Копаоника, удаљено око 15 км североисточно од Вучитрна.

## Историја
Село се помиње у турском попису области Бранковића из 1455. и 1487. као мало село Скровна, са 6 српских кућа. У Девичком поменику уписани су Срби дародавци манастира 1777. из Скровне. У селу је, на месту које се зове Црквени лаз (алб. Lazi Kishes) била стара црква ранијег српског становништва, које се 1878 иселило у Топлицу. У селу су живели Срби и старији Арбанаси се сећају имена неких од кућних домаћина (Миливоје, Миленко, Раденко, Радисав, Мирко), који су се иселили у Топлицу по њеном ослобођењу. Само Арбанаси кажу да су преци тих Срба дошли у село по њиховом настањењу у Скровни и да су ти Срби били чифчије у њих. Кажу да су им преци затекли село као чифлик неког бега из Вучитрна, на коме су живели преци садашњих Арбанаса села Гумништа. Пошто је њихов предак, Хаџи Исмаил, купио тај чифлик, ти су се Арбанаси преселили у Гумниште.

## Порекло становништва по родовима
Родови
- Ајровић (11 к.), – Исеновић (11 к.) и – Исуфовић (6 к.), сви од фиса Бериша. Предак Хаџи Исмаил им се оделио од својих рођака у Скочни и преселио у Скровну почетком 19. века. Даља старина им је у Скадарској Малесији. Појасеви у 1935. од пресељења у Скровну: Хаџи Исмаил, Адем, Азем (100 година).

## Демографија
| Демографија | Демографија | Демографија |
| Година      | Становника  | Становника  |
| ----------- | ----------- | ----------- |
| 1948.       | 312         |             |
| 1953.       | 377         |             |
| 1961.       | 448         |             |
| 1971.       | 467         |             |
| 1981.       | 337         |             |
| 1991.       | 311         |             |
| 2011.       | 114         |             |